# Trichoniscoides subterraneus
Trichoniscoides subterraneus là một loài chân đều trong họ Trichoniscidae. Loài này được Vandel miêu tả khoa học năm 1946.